# Deficiencia de holocarboxilasa sintetasa

La Deficiencia de holocarboxilasa sintetasa se transmite con un patrón autosómico recesivo

La deficiencia de holocarboxilasa sintetasa es una enfermedad caracterizada por defectos en el gen HLCS, que codifica para la enzima holocarboxilasa sintetasa. Se han identificado hasta la fecha en torno a 30 mutaciones distintas en el gen HCLS para pacientes deficientes en holocarboxilasa sintetasa. La mayoría de estas mutaciones consisten en la sustitución de un aminoácido por otro en la secuencia del enzima. Muchas de las mutaciones conocidas ocurren en la región del enzima que se une a la biotina. Estas mutaciones reducen la capacidad del encima para unir biotina a histonas. Sin biotina, las carboxilasas permanecen inactivas y son incapaces de procesar proteínas, grasas, y carbohidratos. Una carencia en la actividad de la holocarboxilasa sintetasa puede asimismo alterar la regulación de ciertos genes que son importantes para el desarrollo normal. Los investigadores creen que estas disrupciones en importantes funciones celulares llevan a problemas respiratorios, rash facial y otros signos y síntomas característicos de la deficiencia de holocarboxilasa sintetasa.